# Vesterbro

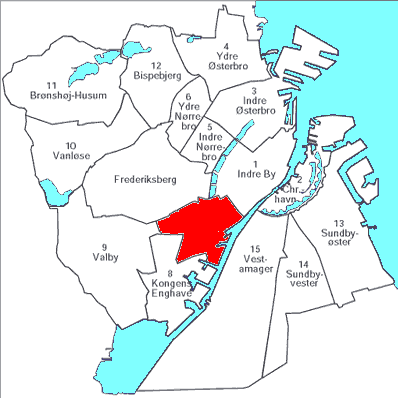
De ligging van Versterbro in Kopenhagen

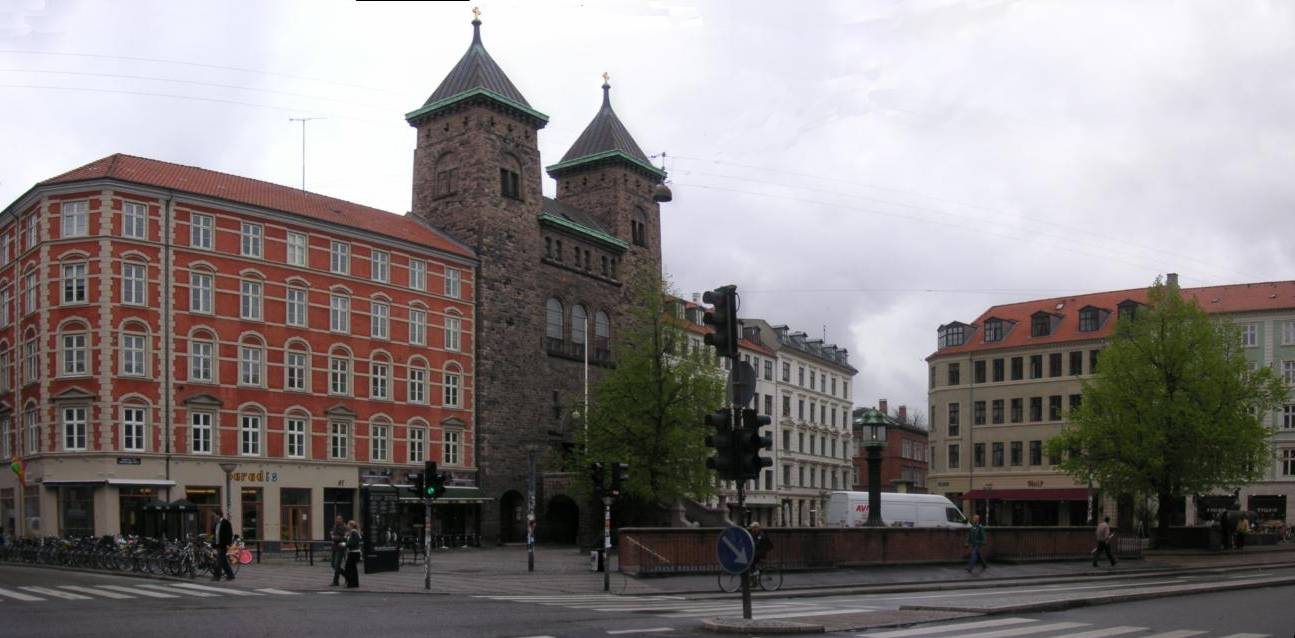
Vesterbro Torv

Vesterbro (letterlijk: "Westerbrug") is een deel van de Deense hoofdstad Kopenhagen. Het is een van de zogenaamde brokvarterer (brugwijken).

## Ligging
Vesterbro ligt ten zuidwesten van het centrum van Kopenhagen en grenst verder aan Valby, Frederiksberg en Kongens Enghave. De wijk had in 2005 ruim 35.000 inwoners.
Een uitgebreide stadsvernieuwing heeft er de afgelopen jaren voor gezorgd dat Vesterbro een aantrekkelijker deel van de stad is geworden, nadat het jarenlang de probleemwijk van Kopenhagen was met drugsoverlast en prostitutie. Tegenwoordig heeft Vesterbro een bloeiend uitgaansleven.
Dwars door de wijk loopt de verkeersader Vesterbrogade met veel winkels. In Vesterbro zijn onder andere het Stadsmuseum van Kopenhagen (Københavns Bymuseum), het Centraal Station van Kopenhagen en poptempel Vega te vinden. Tegen de grens met het centrum ligt bovendien het amusementspark Tivoli.